# Aéroports de Paris

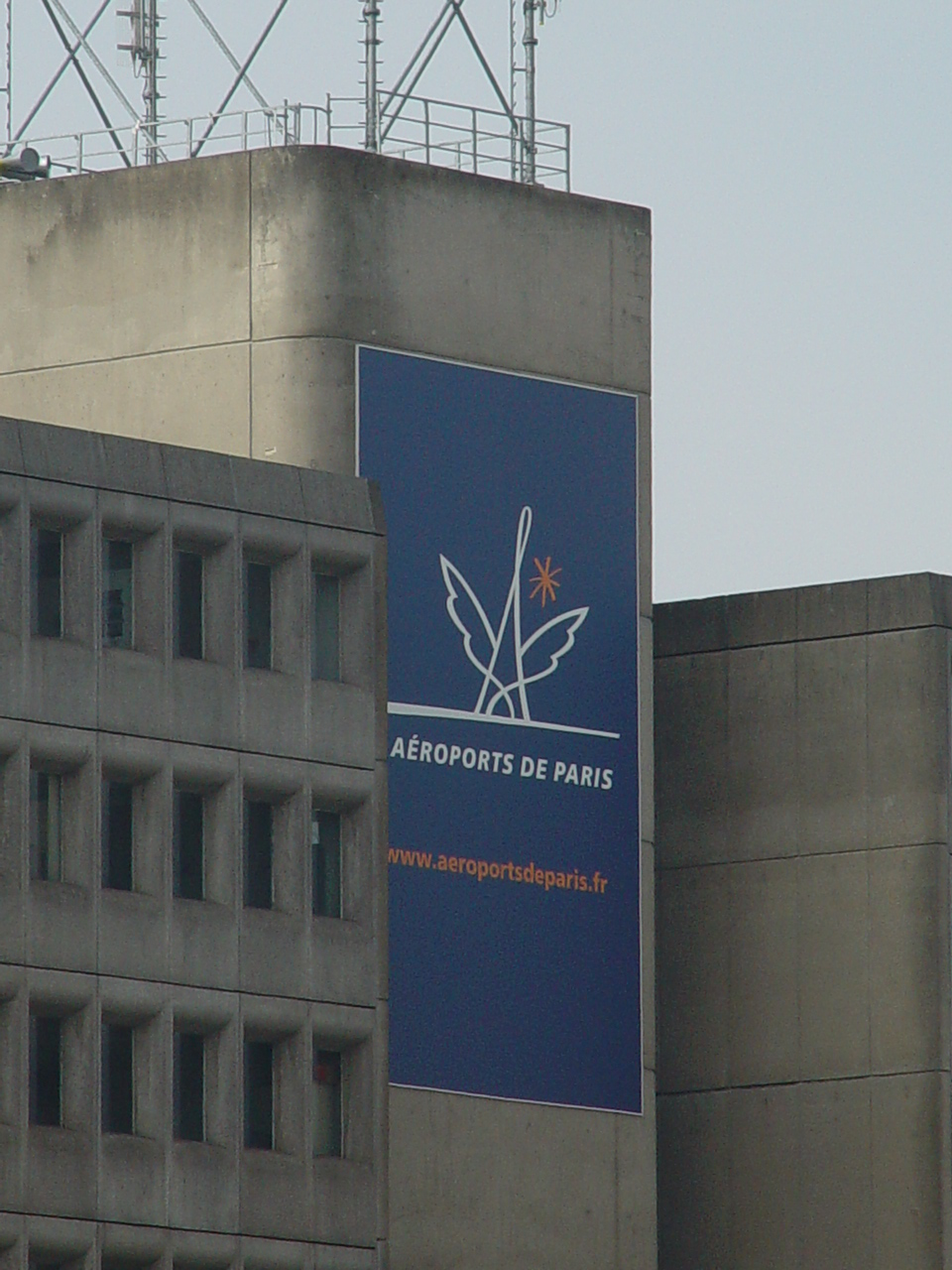

Aéroports de Paris (ADP) is een exploitant van luchthavens waaronder Luchthaven Parijs-Charles de Gaulle. Het bedrijf is gevestigd in Frankrijk.

## Activiteiten
In 2018 maakten zo’n 281 miljoen passagiers gebruik van een van de luchthavens van ADP. Het aandeel van de luchthavens rond Parijs was 105,3 miljoen waarvan 72,2 miljoen op de luchthaven Parijs-Charles de Gaulle passagiers. Orly kreeg 31,1 miljoen passagiers in dat jaar. Het aantal vliegtuigbewegingen was net geen 710.000 en verder werd nog 2,25 miljoen ton post en vracht verwerkt.
Door de coronapandemie daalde het aantal passagiers dat gebruik maakte van de vliegvelden van de groep met 60% ten opzichte van 2019.

### Deelnemingen
In 2008 sloot ADP met de Schiphol Group het samenwerkingsverband Hublink. ADP kocht 8% van de aandelen Schiphol en betaalde daarvoor 370 miljoen euro. Tegelijk kocht de Schiphol Group 8% van de aandelen ADP voor 530 miljoen euro.
In 2012 nam ADP een aandelenbelang van 38% in de exploitant van Turkse luchthavens, TAV Havalimanlari Holding AS. Met een bedrag van US$ 874 miljoen was dit de grootste investering van ADP in een buitenlandse activiteit. In 2018 was de bijdrage van dit belang aan de winst van ADP zo'n € 75 miljoen. ADP heeft later het belang verhoogd naar 46,12%.
In mei 2020 kocht een consortium alle aandelen van de Luchthaven Almaty. TVA heeft een belang van 85% in dit consortium, waarmee het belang van ADP in de internationale luchthaven van Kazachstan -indirect- op bijna 40% uitkomt. In 2019 telde de luchthaven 6,4 miljoen passagiers.
In 2020 nam het bedrijf een minderheidsbelang van 49% in GMR Airports. GMR Airports is vooral actief als exploitant van zeven luchthavens in India, de Filipijnen en Griekenland. De drie belangrijkste luchthavens liggen bij Delhi, Hyderabad en op Mactan. In 2019 kregen deze drie 102 miljoen passagiers te verwerken. De overige vier zijn kleiner of in ontwikkeling en verwerkten 22 miljoen passagiers. In het gebroken boekjaar tot 31 maart 2019 realiseerde GMR Airports een omzet van € 715 miljoen en een IBITDA van € 205 miljoen.

## Aandeelhouders
Op 16 juni 2006 kregen de aandelen van ADP een beursnotering op de Euronext aandelenbeurs in Parijs.
Per jaareinde 2018 was 50,6% van de aandelen ADP in handen van het Franse ministerie van Financiën, het Franse bouwbedrijf VINCI had een aandelenbelang van 8% en Schiphol Group had ook een belang van 8%. De aandelen waren volledig in handen van de Franse staat maar sinds 2008 heeft de Schiphol Group dit aandelenbelang gekocht. ADP heeft ook een even groot belang in Schiphol Group. In juli 2021 besloten de twee luchthavens de samenwerking per 30 november te beëindigen. Op 6 december 2022 meldde Schiphol dat alle ADP aandelen zijn verkocht. ADP heeft de aandelen Schiphol in portefeuille verkocht aan Schiphol Group die daar € 410 miljoen voor heeft betaald. Hiermee is een einde gekomen aan de wederzijdse aandelenbelangen. 
In oktober 2018 heeft het Franse parlement ingestemd met verkoop van het staatsbelang. De Franse regering hoopt zo’n 10 miljard euro voor de aandelen te krijgen en de opbrengst zou worden gebruikt voor een nieuw innovatie- en industriefonds. Dit plan is niet ten uitvoer gebracht.